# NFL Europe 2003
Die NFL Europe 2003 war die elfte Spielzeit der Liga. Das World Bowl XI genannte Finale im Hampden Park im schottischen Glasgow gewann zum dritten Mal in der Geschichte des World Bowls Frankfurt Galaxy.

## Teilnehmer und Modus
Drei Mannschaften wechselten ihre Stadien: Berlin Thunder wechselte aus dem Friedrich-Ludwig-Jahn-Sportpark ins größere Berliner Olympiastadion; der FC Barcelona Dragons dagegen aus dem Olympiastadion Barcelona ins kleinere Mini Estadi. Wegen des Abrisses und Neubaus des Rheinstadions spielte Rhein Fire für zwei Jahre in der Arena AufSchalke in Gelsenkirchen.
Die sechs Mannschaften spielten jeder gegen jeden in Hin- und Rückspiel. Die beiden ersten Mannschaften qualifizierten sich für das Finale, den World Bowl.
| Land                   | Team                 | Spielort                        | Head Coach     | Platzierung 2002         |
| ---------------------- | -------------------- | ------------------------------- | -------------- | ------------------------ |
| Niederlande            | Amsterdam Admirals   | Amsterdam ArenA                 | Bart Andrus    | 5.                       |
| Spanien                | FC Barcelona Dragons | Mini Estadi, Barcelona          | Jack Bicknell  | 6.                       |
| Deutschland            | Berlin Thunder       | Olympiastadion Berlin           | Peter Vaas     | 2., Sieger World Bowl    |
| Deutschland            | Frankfurt Galaxy     | Waldstadion, Frankfurt am Main  | Doug Graber    | 3.                       |
| Deutschland            | Rhein Fire           | Arena AufSchalke, Gelsenkirchen | Pete Kuharchek | 1., Verlierer World Bowl |
| Vereinigtes Konigreich | Scottish Claymores   | Hampden Park, Glasgow           | Gene Dahlquist | 4.                       |

## Regular Season

### Übersicht
| ↓ Heim Auswärts →    | AMS   | BAR   | BER   | FRA   | RHE   | SCO   |
| -------------------- | ----- | ----- | ----- | ----- | ----- | ----- |
| Amsterdam Admirals   | •     | 07:10 | 51:43 | 20:16 | 27:34 | 20:31 |
| FC Barcelona Dragons | 35:17 | •     | 14:24 | 13:47 | 11:03 | 07:45 |
| Berlin Thunder       | 34:30 | 20:23 | •     | 27:14 | 10:21 | 17:34 |
| Frankfurt Galaxy     | 24:27 | 15:13 | 41:21 | •     | 38:07 | 33:27 |
| Rhein Fire           | 15:17 | 33:07 | 28:21 | 14:07 | •     | 34:27 |
| Scottish Claymores   | 31:14 | 10:17 | 62:31 | 13:17 | 33:0  | •     |

### Spiele
| Woche 1       | Woche 1            | Woche 1 | Woche 1            |
| Datum         | Heimteam           | Erg.    | Auswärtsteam       |
| ------------- | ------------------ | ------- | ------------------ |
| 5. April 2003 | Rhein Fire         | 15:17   | Amsterdam Admirals |
| 5. April 2003 | Frankfurt Galaxy   | 15:13   | Barcelona Dragons  |
| 6. April 2003 | Scottish Claymores | 62:31   | Berlin Thunder     |

| Woche 2        | Woche 2            | Woche 2 | Woche 2           |
| Datum          | Heimteam           | Erg.    | Auswärtsteam      |
| -------------- | ------------------ | ------- | ----------------- |
| 12. April 2003 | Amsterdam Admirals | 07:10   | Barcelona Dragons |
| 13. April 2003 | Berlin Thunder     | 10:21   | Rhein Fire        |
| 13. April 2003 | Scottish Claymores | 13:17   | Frankfurt Galaxy  |

| Woche 3        | Woche 3           | Woche 3 | Woche 3            |
| Datum          | Heimteam          | Erg.    | Auswärtsteam       |
| -------------- | ----------------- | ------- | ------------------ |
| 19. April 2003 | Rhein Fire        | 34:17   | Scottish Claymores |
| 19. April 2003 | Barcelona Dragons | 35:17   | Amsterdam Admirals |
| 19. April 2003 | Frankfurt Galaxy  | 41:21   | Berlin Thunder     |

| Woche 4        | Woche 4            | Woche 4 | Woche 4            |
| Datum          | Heimteam           | Erg.    | Auswärtsteam       |
| -------------- | ------------------ | ------- | ------------------ |
| 26. April 2003 | Barcelona Dragons  | 11:03   | Rhein Fire         |
| 26. April 2003 | Amsterdam Admirals | 20:16   | Frankfurt Galaxy   |
| 27. April 2003 | Berlin Thunder     | 17:34   | Scottish Claymores |

| Woche 5     | Woche 5            | Woche 5 | Woche 5            |
| Datum       | Heimteam           | Erg.    | Auswärtsteam       |
| ----------- | ------------------ | ------- | ------------------ |
| 3. Mai 2003 | Rhein Fire         | 14:07   | Frankfurt Galaxy   |
| 4. Mai 2003 | Berlin Thunder     | 34:30   | Amsterdam Admirals |
| 4. Mai 2003 | Scottish Claymores | 10:17   | Barcelona Dragons  |

| Woche 6      | Woche 6            | Woche 6 | Woche 6            |
| Datum        | Heimteam           | Erg.    | Auswärtsteam       |
| ------------ | ------------------ | ------- | ------------------ |
| 10. Mai 2003 | Amsterdam Admirals | 27:34   | Rhein Fire         |
| 10. Mai 2003 | Frankfurt Galaxy   | 33:27   | Scottish Claymores |
| 10. Mai 2003 | Barcelona Dragons  | 14:24   | Berlin Thunder     |

| Woche 7      | Woche 7            | Woche 7 | Woche 7            |
| Datum        | Heimteam           | Erg.    | Auswärtsteam       |
| ------------ | ------------------ | ------- | ------------------ |
| 17. Mai 2003 | Berlin Thunder     | 20:23   | Barcelona Dragons  |
| 17. Mai 2003 | Frankfurt Galaxy   | 24:27   | Amsterdam Admirals |
| 18. Mai 2003 | Scottish Claymores | 33:0    | Rhein Fire         |

| Woche 8      | Woche 8            | Woche 8 | Woche 8            |
| Datum        | Heimteam           | Erg.    | Auswärtsteam       |
| ------------ | ------------------ | ------- | ------------------ |
| 24. Mai 2003 | Amsterdam Admirals | 20:31   | Scottish Claymores |
| 24. Mai 2003 | Barcelona Dragons  | 13:47   | Frankfurt Galaxy   |
| 25. Mai 2003 | Rhein Fire         | 28:21   | Berlin Thunder     |

| Woche 9      | Woche 9            | Woche 9 | Woche 9            |
| Datum        | Heimteam           | Erg.    | Auswärtsteam       |
| ------------ | ------------------ | ------- | ------------------ |
| 31. Mai 2003 | Barcelona Dragons  | 07:45   | Scottish Claymores |
| 31. Mai 2003 | Amsterdam Admirals | 51:43   | Berlin Thunder     |
| 1. Juni 2003 | Frankfurt Galaxy   | 38:07   | Rhein Fire         |

| Woche 10     | Woche 10           | Woche 10 | Woche 10           |
| Datum        | Heimteam           | Erg.     | Auswärtsteam       |
| ------------ | ------------------ | -------- | ------------------ |
| 7. Juni 2003 | Rhein Fire         | 33:07    | Barcelona Dragons  |
| 7. Juni 2003 | Berlin Thunder     | 27:14    | Frankfurt Galaxy   |
| 8. Juni 2003 | Scottish Claymores | 31:14    | Amsterdam Admirals |

### Tabelle
|    | Team                 | S | N | U | SQ    | P+  | P−  | Heim | Ausw. |
| -- | -------------------- | - | - | - | ----- | --- | --- | ---- | ----- |
| 1. | Frankfurt Galaxy     | 6 | 4 | 0 | 0.600 | 252 | 182 | 4–1  | 2–3   |
| 2. | Rhein Fire           | 6 | 4 | 0 | 0.600 | 189 | 188 | 4–1  | 2–3   |
| 3. | Scottish Claymores   | 6 | 4 | 0 | 0.600 | 303 | 190 | 3–2  | 3–2   |
| 4. | FC Barcelona Dragons | 5 | 5 | 0 | 0.500 | 150 | 221 | 2–3  | 3–2   |
| 5. | Amsterdam Admirals   | 4 | 6 | 0 | 0.400 | 230 | 273 | 2–3  | 2–3   |
| 6. | Berlin Thunder       | 3 | 7 | 0 | 0.300 | 248 | 318 | 2–3  | 1–4   |

Legende: Siege, Niederlagen, Unentschieden, SQ Siegquote, P+ erzielte Punkte, P− gegnerische Punkte, Heim Heimbilanz (Siege–Niederlagen), Ausw. Auswärtsbilanz (Siege–Niederlagen).
Da die ersten Drei der Tabelle jeweils sechs Siege errangen, entschied die Anzahl der Siege untereinander über die Platzierung: hier gewannen Frankfurt drei, Düsseldorf zwei und die Claymores nur eine Partie.

## World Bowl XI
Das Finale zwischen den beiden bestplatzierten Mannschaften, als World Bowl XI bezeichnet, fand am Samstag, 14. Juni 2003 im Hampden Park in Glasgow statt und damit zum zweiten Mal nach 1996 in Schottland. Beide Teilnehmer standen zum jeweils fünften Mal im World Bowl, beide konnten ihn je zwei Mal gewinnen. Bereits 1998 standen sich die beiden Mannschaften im World Bowl gegenüber, damals hatte Rhein Fire in Frankfurt mit 34:10 das Deutschland-Derby für sich entschieden.
Im Vorprogramm trat die schottische Rocklegende Fish auf und in der Halbzeitshow die Sugababes.

### Spielablauf
|                       |                        | World Bowl XI    |         |            |  |                                                      |
| Glasgow 14. Juni 2003 |                        | Frankfurt Galaxy | 35 : 16 | Rhein Fire |  | Hampden Park Zuschauer: 28.138 Referee: Pete Morelli |
| Glasgow 14. Juni 2003 | (11:3, 14:6, 7:0, 3:7) | Frankfurt Galaxy |         | Rhein Fire |  | Hampden Park Zuschauer: 28.138 Referee: Pete Morelli |

Die Galaxy mit einem Field Goal, das Jon Hilbert aus 53 Yards versenkte, die ersten vier Punkte. Beim nächsten Versuch führte Galaxy-Quarterback James Brown sein Team über acht Spielzüge und 79 Yards, an deren Ende Runningback Jonas Lewis den Ball aus einem Yard Entfernung in die Endzone lief. Fire versuchte im Gegenzug, ein 39-Yard-Field Goal durch Todd France zu erzielen. Im zweiten Viertel führte Frankfurts Quarterback Quinn Gray sein Team nach einem missglückten Puntversuch zu einem 15-Yard-Lauf über drei Spielzüge, den er mit einem 10-Yard-Pass auf Wide Receiver Marc Lester abschloss. Wieder musste sich Rhein Fire mit einem weiteren Field Goal begnügen, das Ingo Anderbrügge aus 31 Yards erzielte. Danach gelang der Galaxy 79-Yards über drei Spielzüge und Runningback Robert Gillespie ein 29-Yard-Lauf für einen Touchdown. Zwei Minuten vor der Halbzeitpause schaffte es die Fire zur 9-Yard-Linie von Frankfurt. Erneut schaffte es Fire nicht in die Endzone und musste sich wieder mit einem 27-Yard-Field-Goal von Anderbrügge begnügen. Zur Halbzeit hatte die Galaxy eine komfortable 25:9-Führung.
Zu Beginn der zweiten Halbzeit erhielt Rhein Fire den Ball und schaffte es mit seinem ersten Drive bis an die 1-Yard-Linie von Frankfurt. In drei Versuchen gelang es jedoch nicht, den Ball in die Endzone zu bringen. Beim vierten Versuch ließ Fire-Center Dustin Keith den Ball fallen und Galaxy-Defensive-Tackle Daniel Benetka konnte den Ball für Frankfurt erobern. In der Folge führte Brown sein Team zu 99-Yards über 10 Spielzüge, die mit einem 1-Yard-Touchdown-Lauf von Runningback Adam Tate endete. Im vierten Viertel konnten die Galaxy mit einem 34-Yard-Field-Goal von Ralf Kleinmann ihre Führung ausbauen. Mit einem 5-Yard-Pass von Chris Greisen auf Dwayne Blakely konnte Rhein Fire doch noch einen Touchdown erzielen, den Sieg der Galaxy aber nicht mehr verhindern.
Als Most Valuable Player wurde Jonas Lewis, der Runningback der Galaxy, ausgezeichnet.